# Nikolaus von Wiesbaden
Nikolaus von Wiesbaden († 7. Juni 1396 in Bruchsal) war von 1381 bis 1396 Bischof des Bistums Speyer.

## Leben
Als Wiesbadener Bürgersohn war er laut der 1608 erschienenen Bischofschronik des Philipp Simonis „von demütigen Eltern geboren, aber gar ein hochgelehrter, geschickter und vernünftiger Mann“.
Nikolaus von Wiesbaden wirkte zwölf Jahre als Auditor der Rota in Rom und war Propst bzw. Archidiakon an St. Lebuin in Deventer. 1369 avancierte er zum Domkustos in Worms, 1375 bis 1379 war er Kanzler bzw. Protonotarius der Kurpfalz.
Papst Urban VI. ernannte Nikolaus von Wiesbaden 1380 zum Bischof von Speyer. Zu dieser Zeit war er auch Stiftsherr an St. Peter in Mainz und am dortigen Stift St. Maria ad Gradus. Im gleichen Jahr bestellte der Gegenpapst Clemens VII. den Mainzer Bischof Adolf von Nassau-Wiesbaden-Idstein zum Administrator des Bistums Speyer.
Nikolaus musste daher mit dem Gegenbischof um sein Amt kämpfen. Durch seine bisherige Stellung als kurpfälzischer Kanzler hatte er in Kurfürst  Ruprecht I. einen wichtigen Verbündeten. 1386 kam es mit Bischof Adolf von Nassau zu einem Waffenstillstand und König Wenzel belehnte ihn am 29. Juni des Jahres, seitens des Reiches, mit den Regalien. Am 12. Juni 1388 empfing Nikolaus von Wiesbaden in der St. Michaelskapelle der Kestenburg, wo er auch hauptsächlich wohnte, die Bischofsweihe. Konsekratoren waren der Wormser Bischof Eckard von Dersch sowie die Würzburger Weihbischöfe Johannes Opfinger OFM  und Conrad von Cana. 1389 kam es zu einer Absprache der bischöflichen Einflussbereiche, aber erst 1390, beim Tod Bischof Adolfs I., erlangte Nikolaus die völlige Anerkennung.
Aufgrund der vorausgegangenen Kämpfe im Ringen um das Bischofsamt war die finanzielle Lage des Hochstiftes sehr angespannt. Auch das Verhältnis zum eigenen Domkapitel blieb gestört, da es den Bischof nicht gewählt hatte und dieser die Wahlkapitulation seines Vorgängers nicht vollumfänglich übernehmen wollte. Ebenso herrschten mit der Stadtregierung von Speyer Differenzen, da sich die Kommune in der langen Abwesenheit des Bischofs viele Rechte anmaßte, auf denen sie nun beharrte. Bischof Nikolaus hat nie den feierlichen Einritt in seine Bischofsstadt vollzogen, auch nicht von seiner Kathedrale Besitz ergriffen. Bündnisse mit dem Markgrafen Bernhard von Baden und den Pfalzgrafen Ruprecht II. bzw. Ruprecht III. führten vor allem zur weiteren Stärkung der Einflussnahme der Kurpfalz in die Belange des Bistums, was sich z. B. in der Besetzung des Domkapitels und späteren Bischofsernennungen äußerte.
Bischof Nikolaus erlaubte den Juden 1390, sich gegen eine geringe Gebühr in den Städten des Hochstiftes Speyer anzusiedeln und versprach ihnen Schutz gegen ihre Verfolger. Am 4. Februar 1395 erwirkte er von König Wenzel die Stadtrechte für seine Marktgemeinde Deidesheim. In Jockgrim ließ der Fürstbischof eine Burg erbauen; andere Festungen wie Udenheim, Deidesheim, Rietburg, Lauterburg, Grombach und Bruchsal, ebenso wie die bereits erwähnte Kestenburg, wurden durch ihn renoviert und teilweise vergrößert.
Nikolaus von Wiesbaden starb am 7. Juni 1396 in seiner Burg zu Bruchsal und wurde nach Speyer überführt, wo man ihn im Dom bestattete. Er stiftete für sich ein Jahrgedächtnis in der Kathedrale, das im jüngeren Seelbuch des Speyerer Domes eingetragen ist und verfügte testamentarisch, dass man dort das Fest seines Namenspatrons St. Nikolaus alljährlich mit Gesang und Orgelspiel feierlich begehen möge.

## Wappen
Das Familienwappen des Bischofs war ein schwarzer Ochsenkopf im goldenen Schild.